# Lastovo
Lastovo (gr. Ladestanos, wł. Lagosta, łac. Augusta Insula, iliryjskie Ladest) – to chorwacka wyspa na Adriatyku, o powierzchni 40,82 km². Długość linii brzegowej wynosi 48,97 km. Najwyższe wzniesienie na wyspie to Hum (417 m n.p.m.). Wyspa administracyjnie należy do żupanii dubrownicko-neretwiańskiej i wchodzi w skład gminy o tej samej nazwie. Na wyspie znajduje się również miasto Lastovo. Ludność wyspy zajmuje się rybołówstwem oraz turystyką.